# Sedum dendroideum
Sedum dendroideum är en fetbladsväxtart som beskrevs av José Mariano Mociño, Sessé och A. Dc.. Sedum dendroideum ingår i Fetknoppssläktet som ingår i familjen fetbladsväxter.

## Underarter
Arten delas in i följande underarter:
- S. d. dendroideum
- S. d. monticola
- S. d. parvifolium
- S. d. praealtum

## Bildgalleri

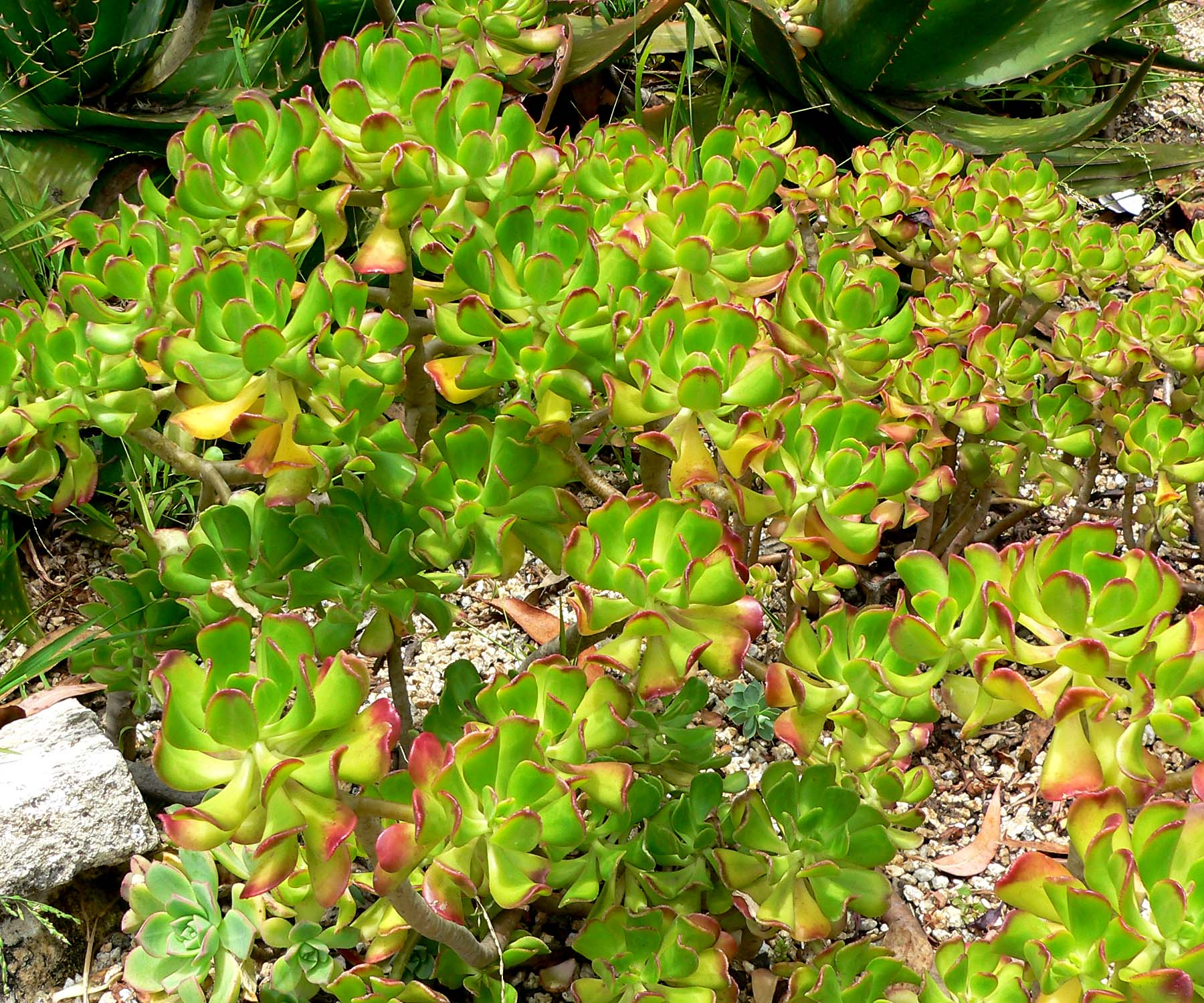
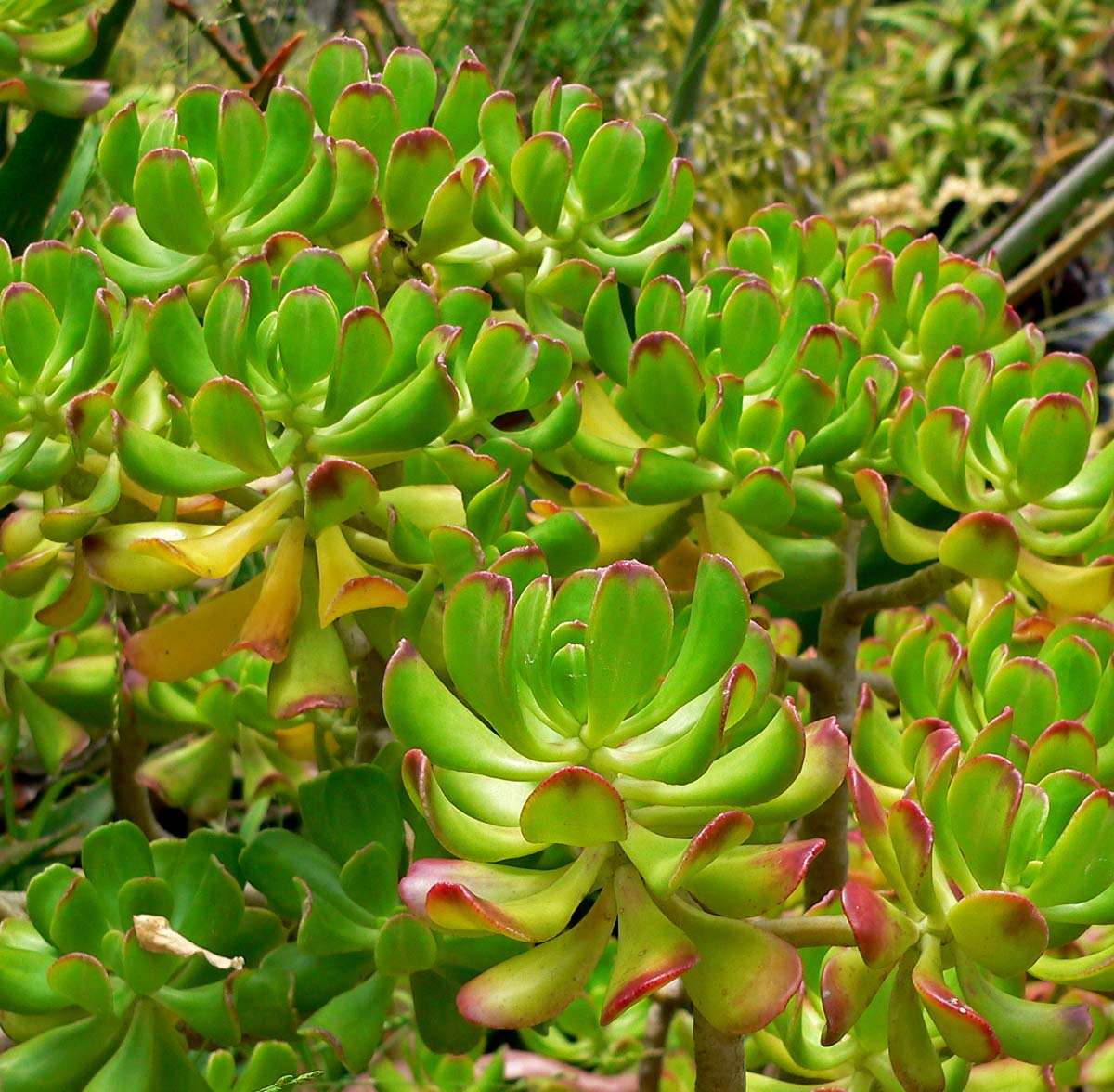